# کلیسای گئورگ مقدس، یرنجاک
کلیسای گئورگ مقدس، یرنجاک (ارمنی: Սուրբ Գևորգ վանք (Երնջակ)؛ انگلیسی: Yerenjak) یک کلیسا متعلق به کلیسای حواری ارمنی واقع در شهر یرنجاک، شهرستان جلفا جمهوری آذربایجان می‌باشد. ساخت و ساز این ساختمان در سده ۹ام میلادی؛ به پایان رسید. این بنا به سبک معماری ارمنی طراحی شده‌است.